# Guillaume Auger
Guillaume Auger (Joigny, 21 maart 1976) is een Frans voormalig wielrenner. Hij was beroepsrenner tussen 1998 en 2005. Zijn broer Ludovic was eveneens profwielrenner. In 2001 reden ze samen voor BigMat-Auber '93 de Tour. Met zijn 1 meter 95 was hij een van de langste wielrenners in het peloton.

## Wielerloopbaan
Na in 1997 Europees kampioen individuele tijdrit voor beloften te zijn geworden, werd Auger prof bij BigMat-Auber '93. Hij won etappes in de Ronde van de Algarve en de Ronde van de Middellandse Zee en in 2003 het eindklassement van het Circuit des Mines. In 2004 trad hij toe tot R.A.G.T. Semences, waarmee hij deelnam aan zijn tweede Tour de France. Na de teloorgang van deze ploeg aan het einde van het seizoen 2005 kreeg hij geen nieuw contract meer en beëindigde zijn carrière.

## Belangrijkste overwinningen
1997
- Europees Kampioenschap op de weg, individuele tijdrit, Beloften

1998
- 5e etappe Ronde van de Algarve

1999
- 3e etappe Ronde van de Middellandse Zee

2000
- GP Stad Vilvoorde

2003
- Eindklassement Circuit des Mines
- 2e etappe deel a Ronde van de Somme

## Resultaten in voornaamste wedstrijden
| Jaar | Ronde van Italië | Ronde van Frankrijk | Ronde van Spanje |
| ---- | ---------------- | ------------------- | ---------------- |
| 1998 |                  |                     |                  |
| 1999 |                  |                     |                  |
| 2000 |                  |                     |                  |
| 2001 |                  | 136e                |                  |
| 2002 |                  |                     | opgave           |
| 2004 |                  | 136e                |                  |
| 2005 |                  |                     |                  |

| Jaar | Parijs-Roubaix | Parijs-Tours | Kuurne-Brussel-Kuurne |
| ---- | -------------- | ------------ | --------------------- |
| 1998 | 60e            | 144e         | 7e                    |
| 1999 |                | 64e          |                       |
| 2000 | 51e            |              | 21e                   |
| 2001 |                | 100e         |                       |
| 2002 |                |              |                       |
| 2004 |                | 90e          |                       |
| 2005 |                | 144e         |                       |